# تنوویس
شرکت خدماتی- مخابراتی آلمانی تنوویس برای اولین بار در سال ۱۸۹۹ توسط شرکت ارائه‌دهنده سیستم‌های ارتباطاتی و تجهیزات شبکه Avaya در اوت سال ۲۰۰۴ بنیان‌گذاری شد. این شرکت دارای خدماتی بیش از ۵۴۰۰ کارمند است و در اتریش، بلژیک، فرانسه، ایتالیا، اسپانیا، سوئیس و هلند حضور دارد. دفتر مرکزی تنوویس در فرانکفورت / Main واقع شده‌است و عمده‌ترین نمونه کارها آن شامل راه حل‌های ارتباطی است که از جمله آنها می‌توان به موارد زیر اشاره کرد: تبادل شعبه خصوصی، مرکز تماس، مرکز بازیابی (مراکز رایانه پشتیبان)، مدیریت ارتباط با مشتری، پیام رسانی صوتی، متقابل. ارتباط و خدمات برای شرکتها و مقامات ملی. پای پشتیبانی شرکت، یک سیستم تلفنی خوب و توسعه یافته از شرکتهای کوچک و متوسط است.